# Carnet
Carnet és un municipi delegat francès, situat al departament de la Manche i a la regió de Normandia. El 2017 va fusionar amb el municipi nou de Saint-James. L'any 2007 tenia 469 habitants.

## Demografia

### Població
El 2007 la població de fet de Carnet era de 469 persones. Hi havia 188 famílies de les quals 40 eren unipersonals (16 homes vivint sols i 24 dones vivint soles), 76 parelles sense fills, 68 parelles amb fills i 4 famílies monoparentals amb fills.
La població ha evolucionat segons el següent gràfic:
Habitants censats

### Habitatges
El 2007 hi havia 217 habitatges, 190 eren l'habitatge principal de la família, 11 eren segones residències i 16 estaven desocupats. 212 eren cases i 3 eren apartaments. Dels 190 habitatges principals, 137 estaven ocupats pels seus propietaris, 50 estaven llogats i ocupats pels llogaters i 3 estaven cedits a títol gratuït; 4 tenien una cambra, 10 en tenien dues, 40 en tenien tres, 43 en tenien quatre i 93 en tenien cinc o més. 166 habitatges disposaven pel capbaix d'una plaça de pàrquing. A 81 habitatges hi havia un automòbil i a 95 n'hi havia dos o més.

### Piràmide de població
La piràmide de població per edats i sexe el 2009 era:
| Homes | Edats   | Dones |
| ----- | ------- | ----- |
| 0     | 95 o +  | 0     |
| 0     | 90 a 94 | 0     |
| 4     | 85 a 89 | 4     |
| 4     | 80 a 84 | 12    |
| 12    | 75 a 79 | 24    |
| 20    | 70 a 74 | 8     |
| 12    | 65 a 69 | 4     |
| 8     | 60 a 64 | 12    |
| 16    | 55 a 59 | 16    |
| 12    | 50 a 54 | 12    |
| 4     | 45 a 49 | 8     |
| 32    | 40 a 44 | 20    |
| 16    | 35 a 39 | 16    |
| 4     | 30 a 34 | 12    |
| 12    | 25 a 29 | 8     |
| 4     | 20 a 24 | 8     |
| 20    | 15 a 19 | 8     |
| 32    | 10 a 14 | 32    |
| 4     | 5 a 9   | 4     |
| 4     | 0 a 4   | 8     |

## Economia
El 2007 la població en edat de treballar era de 294 persones, 221 eren actives i 73 eren inactives. De les 221 persones actives 203 estaven ocupades (109 homes i 94 dones) i 18 estaven aturades (10 homes i 8 dones). De les 73 persones inactives 31 estaven jubilades, 19 estaven estudiant i 23 estaven classificades com a «altres inactius».

### Ingressos
El 2009 a Carnet hi havia 189 unitats fiscals que integraven 479 persones, la mediana anual d'ingressos fiscals per persona era de 15.032 €.

### Activitats econòmiques
Dels 6 establiments que hi havia el 2007, 4 eren d'empreses de construcció, 1 d'una empresa de comerç i reparació d'automòbils i 1 d'una empresa d'hostatgeria i restauració.
Dels 5 establiments de servei als particulars que hi havia el 2009, 3 eren fusteries, 1 lampisteria i 1 restaurant.
L'únic establiment comercial que hi havia el 2009 era una botiga de menys de 120 m².
L'any 2000 a Carnet hi havia 39 explotacions agrícoles que ocupaven un total de 1.032 hectàrees.

## Poblacions més properes
El següent diagrama mostra les poblacions més properes.